# Честер Тауншип (округ Делавер, Пенсільванія)
Честер Тауншип (англ. Chester Township) — селище (англ. township) в США, в окрузі Делавер штату Пенсільванія. Населення — 4080 осіб (2020).

## Демографія
Згідно з переписом 2010 року, у селищі мешкало 3940 осіб у 1411 домогосподарстві у складі 985 родин. Було 1565 помешкань
Расовий склад населення:
| - 78,3 % — чорних або афроамериканців - 16,9 % — білих - 0,5 % — азіатів - 0,2 % — корінних американців - 1,1 % — осіб інших рас |

До двох чи більше рас належало 3,0 %. Частка іспаномовних становила 3,9 % від усіх жителів.
За віковим діапазоном населення розподілялося таким чином: 30,8 % — особи молодші 18 років, 59,8 % — особи у віці 18—64 років, 9,4 % — особи у віці 65 років та старші. Медіана віку мешканця становила 32,7 року. На 100 осіб жіночої статі у селищі припадало 79,2 чоловіків;  на 100 жінок у віці від 18 років та старших — 74,6 чоловіків також старших 18 років.
Середній дохід на одне домашнє господарство  становив 46 654 долари США (медіана — 40 660), а середній дохід на одну сім'ю — 49 512 долари (медіана — 45 750). За межею бідності перебувало 30,2 % осіб, у тому числі 44,6 % дітей у віці до 18 років та 9,4 % осіб у віці 65 років та старших.
Цивільне працевлаштоване населення становило 1539 осіб. Основні галузі зайнятості: освіта, охорона здоров'я та соціальна допомога — 35,2 %, науковці, спеціалісти, менеджери — 12,1 %, виробництво — 11,8 %.